# Зелхенбах
Зелхенбах (њем. Selchenbach) општина је у њемачкој савезној држави Рајна-Палатинат. Једно је од 98 општинских средишта округа Кузел. Према процјени из 2010. у општини је живјело 372 становника. Посједује регионалну шифру (AGS) 7336094.

## Географски и демографски подаци
Зелхенбах се налази у савезној држави Рајна-Палатинат у округу Кузел. Општина се налази на надморској висини од 385 метара. Површина општине износи 4,8 km². У самом мјесту је, према процјени из 2010. године, живјело 372 становника. Просјечна густина становништва износи 78 становника/km².